# 維德馬爾·博羅夫斯基
維德馬爾·博羅夫斯基（1984年5月2日—）是一位立陶宛足球運動員。在場上的位置是右後衛。他現在效力於保加利亞足球甲級聯賽球隊舊扎戈拉貝羅足球俱樂部。他也代表立陶宛國家足球隊參賽。